# Marcelin Moulin
Pour les articles homonymes, voir Moulin (homonymie).
Marcelin Moulin, né le 1er juin 1762 à Montagny dans la Loire, et décédé le 19 janvier 1835 à Roanne, était un homme politique français.

## Biographie
Moulin est avant la Révolution un fabricant de toile très populaire dans sa région pour avoir donné du travail à des ouvriers pour leur permettre de survivre lors d'un rude hiver.
Sa popularité lui permet d'être élu en 1790 premier maire constitutionnel de Montagny, sa ville natale.
Le 6 septembre 1792, il est choisi par les électeurs de Rhône-et-Loire pour siéger à la Convention nationale, élu avec 755 voix sur 845 votants, le huitième sur quinze. Il se place sur les bancs de la Plaine et lors du procès du roi, il vote pour l'appel au peuple, pour la peine de mort et pour le sursis, considérant que l'exécution du souverain déchu ne peut subvenir qu'après l'expulsion de tous les Bourbons résidents encore en France. Son rôle est ensuite effacé durant la durée de la législature. En 1793 il vote pour la mise en accusation de Marat et en faveur de la Commission extraordinaire des Douze.
Non réélu en 1795, Moulin retourne à l'industrie. Sous Napoléon Ier il dirige un entrepôt de tabac à Nérac.
En 1816 la Restauration le bannit comme régicide et il doit s'exiler à Bruxelles. Il y vit dans l'indigence et, grâce à ses suppliques, il est autorisé par Louis XVIII à rentrer en 1818. Il tente ensuite d'obtenir un emploi du gouvernement royal qui lui est implacablement refusé.
Moulin meurt dans l'anonymat le plus total en 1835.

## Source
- « Marcelin Moulin », dans Adolphe Robert et Gaston Cougny, Dictionnaire des parlementaires français, Edgar Bourloton, 1889-1891 [détail de l’édition]